# Nigel Nicolson
Pour les articles homonymes, voir Nicolson.
Nigel Nicolson (19 janvier 1917 – 23 septembre 2004) est un écrivain, biographe, journaliste et éditeur britannique, également homme politique. 
Fils du diplomate et écrivain Harold Nicolson et de la romancière Vita Sackville-West, il a consacré à ses parents un livre qui est devenu un succès d'édition : Portrait d'un mariage;  il est le frère cadet de Benedict Nicolson, historien d'art. 

## Biographie
Après des études au Summer Field College d'Oxford, au collège d'Eton et à Balliol College, Nigel Nicolson s'orienta à la fois vers la politique, la littérature et l'édition. En tant qu'homme politique, il fut membre du Parlement britannique, parlementaire du Parti conservateur, à l'inverse de son père, qui était un élu travailliste.
Avec George Weidenfeld, il fonda la maison d'édition Weidenfeld & Nicolson, qu'il dirigea de 1948 à 1992. 
Auteur du célèbre Portrait of a Marriage (1973), où il décrit le mariage de ses parents, tous deux bisexuels, Nigel Nicolson a édité leurs journaux, souvenirs et lettres personnelles, en particulier le Journal de Harold Nicolson, important témoignage sur la politique extérieure du Royaume-Uni durant la première moitié du XXe siècle.
Collaborateur régulier au Spectator et au Sunday Telegraph, Nigel Nicolson écrivit de nombreux essais, parmi lesquels des biographies de Fanny Burney, Jane Austen et Virginia Woolf. Il publia ses mémoires en 1998 sous le titre A Long Life.
De son épouse Philippa, fille du baronnet sir Gervais Tennyson d'Eyncourt - dont il divorça en 1971 - il eut deux filles, Rebecca (journaliste) et Juliet Nicolson (historienne), et un fils : Adam Nicolson, cinquième baron Carnok, écrivain.

## Publications
Ouvrage traduit en français :
- Portrait d'un mariage (Stock, 1974),

Ouvrages en langue anglaise :
- The Grenadier Guards In The War Of 1939–1945 (1949) with Patrick Forbes
- People and Parliament (1958)
- The United Nations: A Reply to Its Critics (1963)
- Sissinghurst Castle (1964)
- Great Houses of Britain (1965)
- Diaries & Letters of Harold Nicolson (1966) three volumes, editor
- Great Houses of The Western World (1968)
- Alex: The Life of Field Marshal Earl Alexander of Tunis (1973)
- Portrait of a Marriage (1973)
- Letters of Virginia Woolf (1975) six volumes, editor
- The Himalayas (1975)
- Mary Curzon (1977)
- The National Trust Book of Great Houses in Britain (1978)
- Napoleon 1812 (1985)
- Lady Curzon's India: Letters of a Vicereine (1986)
- Two Roads to Dodge City (1986) avec Adam Nicolson
- The Village in History (1988) avec Graham Nicholson et Jane Fawcett
- Counties of Britain: À Tudor Atlas by John Speed (1989) avec Alasdair Hawkyard
- The World of Jane Austen (1991)
- Vita And Harold : The Letters Of Vita Sackville-West And Harold Nicolson (1992) editor
- A Long Life: Memoirs (1998)
- Kent (1999)
- Virginia Woolf, part of the Penguin Lives biography series (2000)
- Lord of the Isles (2000) on Lord Leverhulme
- Fanny Burney: The Mother of English Fiction (2002)
- The Queen and Us: The Second Elizabethan Age (2003)
- Vita Sackville-West: Selected Writings (2003) editor with Mary Ann Caws